# جولي ويمر
جولي ويمر (بالتشيكية: Julie Wimmerová)‏ هي مصممة ومهندسة معمارية تشيكية، ولدت في 18 أكتوبر 1975 في أوسترافا في التشيك.

## حياتها الشخصية
بعد تخرجها من المدرسة الثانوية ، عاشت ودرست لعدة سنوات في سويسرا وبريطانيا العظمى. في لندن ، حضرت ندوات حول الرسم التوضيحي لكتب الأطفال في كلية سنترال سانت مارتينز للفنون والتصميم. في إيطاليا ، أكملت دراساتها العليا في التصميم الداخلي في أكاديمية ميلان NABA - Nuova Accademia di Belle Arti. بالإضافة إلى التصميم الداخلي ، قامت أيضًا بتصميم وإنشاء المجوهرات والأزياء.